# Henri Ardel
Henri Ardel era o pseudônimo de Berthe Palmyre Victorine Marie Abraham (Amiens, França, 4 de junho de 1863 – Paris, França, 6 de janeiro de 1938), escritora francesa dedicada a romances sentimentais para moças, publicados em sua maioria na Coleção Stella ou na Coleção Nelson. Ela fez parte das escritoras que utilizavam um pseudônimo masculino, tais como Léo Dartey.

## Biografia
Berthe nasceu em Amiens, filha de Alphonse e Lucie Mathilde Pillier. Escreveu uma centena de romances e, em 1934, recebeu o Prêmio Montyon, por seu livro Coeur de sceptique (1893).
Sua irmã Marie-Louise, nascida em 10 de maio de 1877, desposa Georges Le Cordier, e se torna também escritora; após a morte de Berthe, ela usa o pseudônimo Colette Henri-Ardel; ela foi a mãe do Monsenhor Jacques Le Cordier

## Obras principais
- Le rêve de Suzy
- L'étreinte du passé
- Le feu sous la cendre
- La faute d'autrui
- “Mon Cousin Guy”
- ”Tout Arrive”
- “Coeur de Sceptique”
- ”Le Mal D’aimer”
- ”La Nuit Tombe...”
- ”Il Faut Marier Jean”
- ”Reve Blanc”
- ”Renée Orlis”
- ”Seule”
- ”L’Heure Decisive”
- ”Le Chemin qui Descend”
- ”L'Appel souverain”
- ”La petite Moune”
- ”L'imprudente Aventure”
- ”Au Retour”
- ”Eve et le Serpent”
- ”Il faut marier Jean!”
- “Colette Bryce au Maroc”

## Henri Ardel em língua portuguesa
Alguns romances de Henri Ardel foram publicados, no Brasil, entre os anos de 1940 e 1960, numa coleção intitulada “Biblioteca das Moças”, pela Companhia Editora Nacional, de São Paulo. Teve 9 títulos publicados num total de quase 180 títulos da coleção, que se tornou popular entre mulheres jovens:
- Filha e Rival (nº 15 da coleção)
- Abandonada (nº 27)
- O Outro Milagre (n° 34), tradução de Godofredo Rangel
- Sonho de Virgem (n° 38)
- Sozinha (nº 47)
- A Dor de Amar (Le Mal d'Aimer) (Nº 64)
- O Primo Guy (nº 76)
- A Ausência (nº 160)
- Os Dois Amores (nº 162)
- Longe dos Olhos... (nº 169)
- A Volta

Outros títulos:
- A Dor de Amar (Companhia das Letras)
- A Alvorada (Editora Martins Livreiro)
- Coração Descrente (Editora Globo)
- É Preciso Casar João! (Livraria Civilização/ Livraria Progredior)
- Amanhã, Meu Amor (Editora Progresso)
- Uma Aventura Imprudente (Livraria Francisco Alves)
- Cruel Dilema (Editora Francisco Alves)
- O Sonho de Suzana (A. Figueirinhas Porto)
- O Caminho em Declive (Livraria Progredior)
- As Férias da Família Bryce (Livraria Azevedo)
- A Divina Canção (Editora Civilização)
- A Sombra do Passado (Editora Porto)
- Diário de Uma Mãe (A. Figueirinhas)
- O Tio Renato (A. Figueirinhas)